# Les Combattants de la nuit
Pour plus de détails, voir Fiche technique et Distribution.
Les Combattants de la nuit (titre original : The Night Fighters) est un film américano-britannique de Tay Garnett sorti en 1960.

## Synopsis
Durant la Seconde guerre mondiale, Dermot O'Neill est recruté dans l'IRA pour la formation d'une nouvelle unité. S'il fait la fierté de son père, sa mère à l'inverse s'y oppose formellement. Quant à sa petite amie, elle décide de rompre avec lui, craignant que l'IRA en fasse un meurtrier. Dermot et son ami Sean Reilly sont tous deux choisis pour participer à un raid visant à dérober des armes et des munitions.

## Fiche technique
- Titre français : Les Combattants de la nuit[1]
- Titre original : The Night Fighters
- Titre alternatif : A Terrible Beauty
- Réalisation : Tay Garnett
- Scénario : Robert Wright Campbell d'après le roman d'Arthur Roth
- Directeur de la photographie : Stephen Dade
- Montage : Peter Tanner
- Musique : Cedric Thorpe Davie
- Décors : John Stoll
- Production : Raymond Stross et Robert Mitchum (non crédité)
- Genre : Film de guerre
- Pays de production :  États-Unis,  Royaume-Uni
- Durée : 90 minutes (1 h 30)
- Date de sortie :
  - Royaume-Uni : Mai 1960
  - France : 3 août 1960
  - États-Unis : 14 décembre 1960 (New York)
- Classification : tous publics (France)[1]

## Distribution
- Robert Mitchum (VF : Jean-Claude Michel) : Dermot O'Neill
- Richard Harris (VF : Michel François) : Sean Reilly
- Anne Heywood (VF : Nelly Benedetti) : Neeve Donnelly
- Dan O'Herlihy (VF : Marc Cassot) : Cmdt Don (Dan en VF) McGinnis
- Cyril Cusack (VF : Pierre Leproux) : Jimmy Hannafin
- Niall MacGinnis (VF : Paul Bonifas) : Ned O'Neill, le frère de Dermot
- Marianne Bent (VF : Jane Val) : Bella O'Neill, la sœur de Dermot
- Christopher Rhodes (VF : Marcel Lestan) : Tim Malone
- Harry Brogan (VF : Camille Guérini) : Patrick O'Neill, le père de Dermot
- Eileen Crowe (VF : Suzanne Courtal) : Mrs. Kathleen O'Neill, la mère de Dermot
- Joe Lynch (VF : Paul-Émile Deiber) : Seamus (Tim en VF)
- Marie Kean : Mrs. Matia Devlin
- Geoffrey Golden (VF : Jacques Beauchey) : Sgt. Crawley
- Eddie Golden (VF : Jean Amadou) : Johnny Corrigan
- Wilfred Downing (VF : Jacques Muller) : Quinn
- J.G. Devlin (VF : Roger Rudel) : le constable Lauden
- Hilton Edwards (VF : Jacques Berlioz) : le père McCrory